# A szabadság útjai (film)
A szabadság útjai (eredeti cím: Revolutionary Road) 2008-ban bemutatott angol–amerikai romantikus-filmdráma, amely Richard Yates 1961-ben megjelent azonos című regénye alapján készült, Sam Mendes rendezésében.
Ez a film Leonardo DiCaprio és Kate Winslet második közös szereplése, mivel korábban már együtt játszottak a James Cameron által rendezett 1997-es Titanic című filmben. A főszerepet Leonardo DiCaprio, Kate Winslet, David Harbour, Kathryn Hahn, Michael Shannon és Kathy Bates (aki szintén szerepelt a Titanicban) alakítja.
Winslet a teljesítményéért Golden Globe-díjat kapott, mint legjobb színésznő, valamint a film további három Golden Globe-, négy BAFTA- és három Oscar-díjat is szerzett. A világpremier Los Angelesben volt 2008. december 15-én, majd az Amerikai Egyesült Államokban december 26-án, más országokban pedig 2009. január 30-án mutatták be.

## Címadás
Az eredeti cím Revolutionary Road magyarra lefordíthatatlan jelentésmezőket idéz meg egyszerre. A cselekményben szereplő utca neve a Forradalmárok útja, egyúttal forradalmi utakat is jelent. A revolution szó az angol és a latin nyelvben fordulópontot és fordulatot és keringést is jelent (one revolution ~egy fordulat, two revolution ~két fordulat). Ezen keresztül azonban az egyhelyben toporgást is jelöli, mert a fordulók/egy helyben keringők útján az ott élők ugyanazokat a köröket futják anélkül, hogy előre jutnának.[forrás?]

## Cselekmény
1948-at írunk.
Frank Wheeler (DiCaprio) egy partin találkozik Aprillel (Winslet). A férfi kikötői munkás és éjszakai pénztáros; a lány színésznő szeretne lenni. Frank később értékesítési állást szerez a Knox Machines nevezetű cégnél, majd összeházasodnak Aprillel. Wheelerék a Connecticut külvárosában lévő Revolutionary Road 115-be költöznek, amikor April teherbe esik.
A pár közeli barátságot köt az ingatlanügynök Helen Givingsszel és férjével, Howard Givingsszel, valamint a szomszéd Milly Campbellel (Hahn) és férjével, Sheppel. A barátaik számára Wheelerék a tökéletes pár, azonban a kapcsolatuk zűrös. Aprilnek nem sikerül karriert szereznie a színészetből, Frank pedig gyűlöli a munka unalmát. A 30. születésnapján Frank meghívja a munkahelyi titkárnőjét, hogy igyon vele egy italt a helyi bárban. A nő elfogadja, erősen berúg, és végül szexelnek. Közben Helen megkérdezi Aprilt, hogy találkoznának-e a fiával, Johnnal, aki korábban elmegyógyintézetben élt. Úgy gondolja, hogy a fiatal pár talán tudna segíteni a fia állapotán. April elfogadja.
April környezetváltozásra vágyik, és arra, hogy Frank megtalálhassa a szenvedélyét, így azt javasolja, hogy költözzenek Párizsba az új élet kezdéséhez, távol az életmódjuk "reménytelen ürességétől". Frank először vonakodik az ötlettől, de aztán meggyőzi magát. A következő hetekben Wheelerék különböző barátoknak mesélnek a párizsi életre vonatkozó terveikről, de meglepő módon az egyetlen ember, aki úgy tűnik, megérti a döntésüket, az John.
Amikor a pár a költözésre készül, kénytelenek átgondolni a dolgot. Franknek előléptetést ajánlanak, April pedig ismét teherbe esik. Amikor Frank rájön, hogy a nő abortuszt fontolgat, a pár összeveszik, amelyben April azt mondja, hogy a második gyermeket csak azért vállalták, hogy bebizonyítsák, az első gyermek nem volt "hiba". Másnap Frank elfogadja az előléptetést, és megpróbál beletörődni eseménytelen életébe. A Campbellékkel egy jazzbárban töltött este végén Shep és April egyedül maradnak. A lány bevallja neki a lemondott párizsi terveket és az élete miatti depresszióját, majd végül a kocsiban szexelnek. Shep bevallja Aprilnek régóta tartó szerelmét, de a lány visszautasítja érdeklődését.
Másnap Frank elmondja, hogy viszonya volt, abban a reményben, hogy kibékülhet Aprillel. Meglepetésére April közönyösen válaszol, és azt mondja neki, hogy nem számít, hiszen szerelme elmúlt, amit a férfi nem hisz el. A Giving család átjön vacsorára, és Frank bejelenti a vendégeknek, hogy a terveik megváltoztak, mert April terhes lett. John szidja Franket, amiért összetörte April reményét, valamint azt, hogy elfogadta a körülményeit. Frank dühében majdnem rátámad Johnra, ekkor a Giving család távozik. Ezután Frank és April csúnyán összevesznek, majd April elmenekül a házból.
Frank az éjszakát részegen tölti. Másnap reggel megdöbbenve találja Aprilt a konyhában, aki nyugodtan készíti a reggelit. Frank, aki nem tudja, hogyan reagáljon, együtt eszik vele, majd elmegy dolgozni. April ezután a fürdőszobába megy, ahol megpróbál abortuszt végezni magán. Ezután észreveszi, hogy vérzik, és hívja a mentőket. Frank kétségbeesetten érkezik a kórházba, ahol Shep vigasztalja. April a kórházban belehal a vérveszteségbe. A bűnös Frank a városba költözik, és számítógépeket kezd el árulni. Szabadidejét a gyerekeivel tölti.
Egy új házaspár, Brace-ék megvásárolják régi házukat, és Milly elmeséli nekik Wheelerék történetét. Shep feláll, és sírva kisétál a házból; megmondja Millynek, hogy soha többé ne beszéljen Wheelerékről. Helen évekkel később arról beszél a férjének, hogy Brace-ék a legmegfelelőbb párnak tűnnek a régi Wheeler házra. Amikor a férje megemlíti Wheeleréket, Helen elkezdi magyarázni, miért nem kedvelte őket. Miközben tovább magyaráz, a férje kikapcsolja a hallókészülékét.

## Szereplők
| Színész           | Szerep             | Magyar hang    |
| ----------------- | ------------------ | -------------- |
| Leonardo DiCaprio | Frank Wheeler      | Hevér Gábor    |
| Kate Winslet      | April Wheeler      | Major Melinda  |
| Kathryn Hahn      | Milly Campbell     | Kökényessy Ági |
| David Harbour     | Shep Campbell      | Oberfrank Pál  |
| Michael Shannon   | John Givings       | Kerekes József |
| Kathy Bates       | Mrs. Helen Givings | Molnár Piroska |
| Richard Easton    | Mr. Howard Givings | Rudas István   |
| Zoe Kazan         | Maureen Grube      | Mahó Andrea    |
| Jay O. Sanders    | Bart Pollack       | Barbinek Péter |
| Dylan Baker       | Jack Ordway        | Anger Zsolt    |
| Max Casella       | Ed Small           | Király Adrián  |
| Max Baker         | Vince Lathrop      | Beratin Gábor  |